# Scalmogomphus schmidti
Scalmogomphus schmidti – gatunek ważki z rodziny gadziogłówkowatych (Gomphidae). Występuje w Nepalu oraz indyjskiej części Himalajów.